# Anathallis lobiserrata
Anathallis lobiserrata là một loài thực vật có hoa trong họ Lan. Loài này được (Barb.Rodr.) Luer & Toscano mô tả khoa học đầu tiên năm 2009.

## Hình ảnh

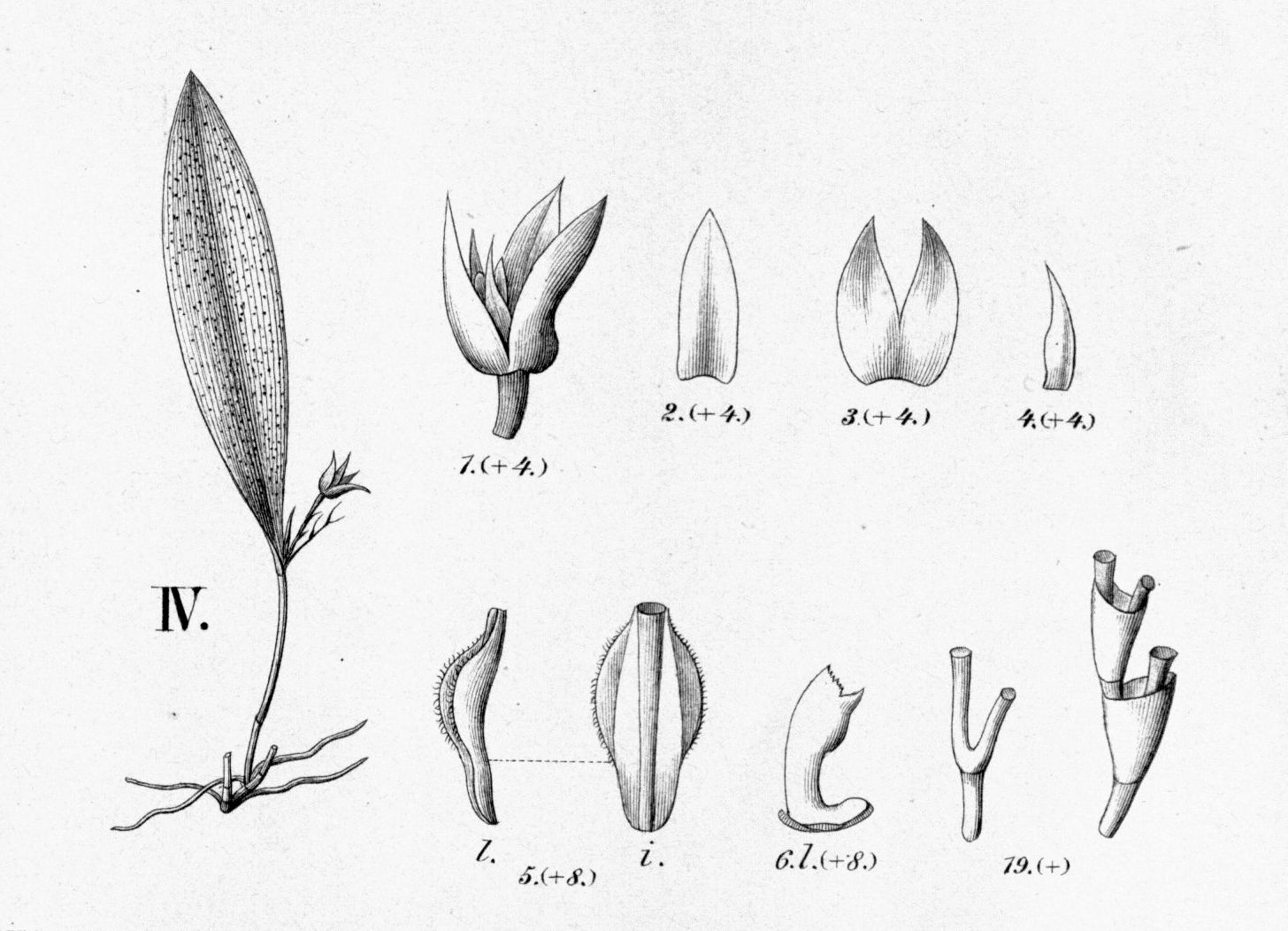
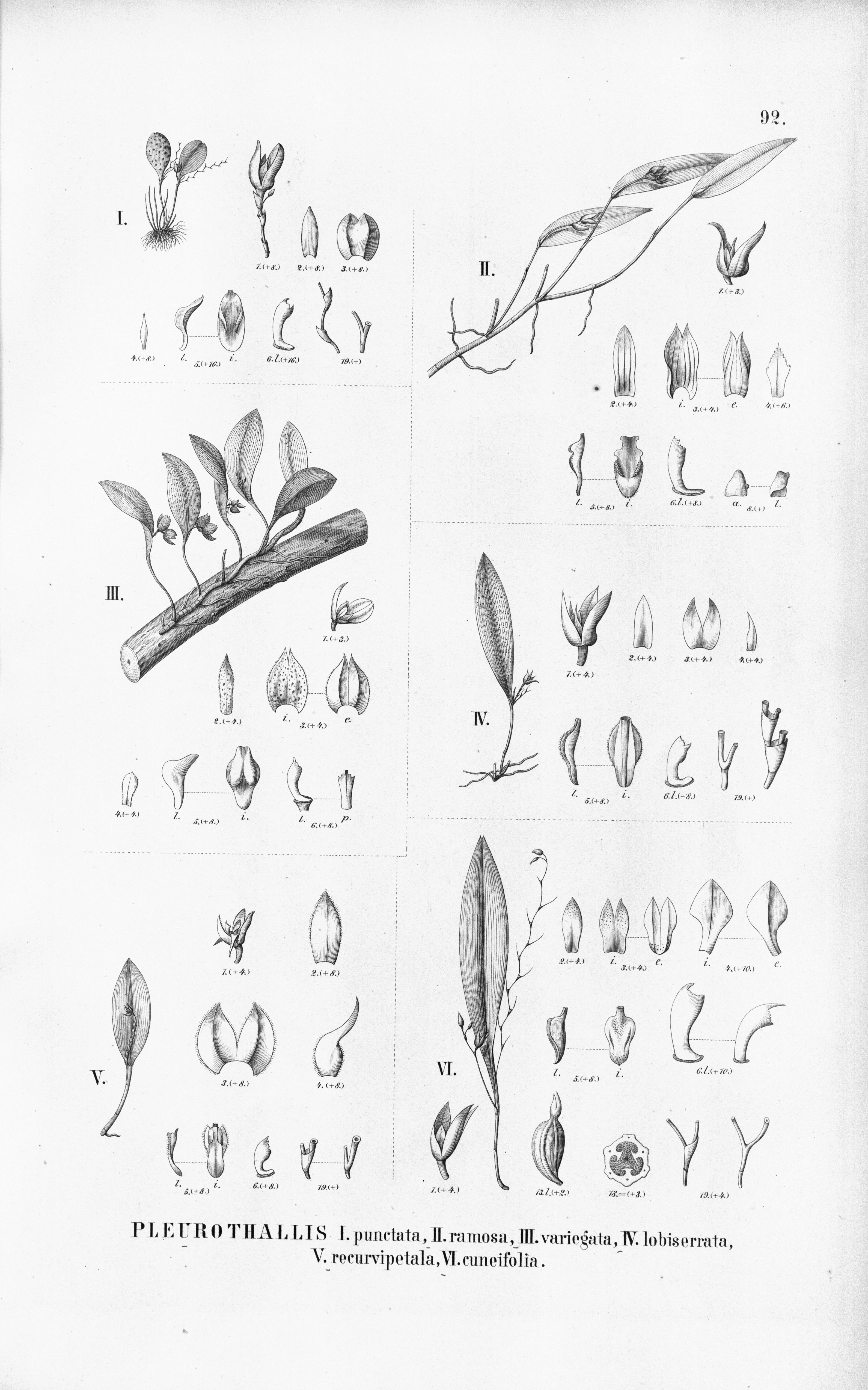